# Stoemp
Lo stoemp è un piatto della cucina belga, francese ed olandese. Usato come contorno, consiste di purea di patate, radici di verdure e spesso di crema, bacon, cipolla o scalogno, aromi e spezie.
Il nome include talvolta il tipo di verdura usata nel ripieno, come ad esempio in wortelstoemp (wortel significa "carota" in nederlandese). Questa combinazione in particolare contiene anche tuorlo d'uovo.
Si tratta di un piatto semplice e rurale, molto diffuso.